# Malmöpolisen
Malmöpolisen är en svensk dokumentärserie, som visas i Sveriges Television under 2012, och visar polisens arbete i Malmö.